# Het recht om in vrede te leven
Het recht om in vrede te leven är Cornelis Vreeswijks femte nederländska skiva, utgiven av Ariola 1978. Cornelis tolkar på denna skiva den chilenske folksångaren och poeten Victor Jara (1932 - 1973), som mördades av militärjuntan på fotbollsstadion Estadio Chile (idag: Estadio Victor Jara) efter militärkuppen i Chile den 11 september 1973. 
Skivan spelades in i Stockholm 11, 12 ,13 och 14 juli 1977, parallellt spelades Cornelis Vreeswijks svenska LP med Victor Jara-tolkningar in, "Rätten till ett eget liv - Cornelis Vreeswijk sjunger Victor Jara" (Metronome 1978). Alla arrangemang: Björn J:son Lindh. Producent: Anders Burman.

## Medverkande musiker
- Cornelis Vreeswijk: sång
- Janne Schaffer: gitarr
- Lasse Englund: gitarr
- Björn J:son Lindh: flöjt, piano; elpiano; klarinett
- Sture Nordin: bas
- Stefan Brolund: bas
- Mats Glenngård: fiol och mandolin
- Okay Temiz: slagverk
- Hassan Bah: congas

## Låtlista
- Sid A

1. "De ploeg" (Plogen / El Arado)
2. "Ik zie Amanda" (Jag minns dig Amanda / Te recuerdo Amanda)
3. "Voor Cuba" (A Cuba / A Cuba)
4. "Het Manifest" (Manifest / Manifesto)
5. "Woorden om een levensweg" (Rätten till ett eget liv / El Derecho)

- Sid B

1. "La Diuca" (La Diuca / La Diuca)
2. "Noch dit, noch dat" (Varken det ena eller andra / Ni chica ni limona)
3. "Angelita Heunumán" (Angelita Heunumán / Angelita Heunumán)
4. "Het Peukenlied" (Fimpen / El cigaritto)
5. "Mensenwind" (Folkets vind / Vientos del Puebio)
6. "La partida" (La partida / La partida)

Samtliga låtar, text och musik. Victor Jara / Holländsk översättning: Cornelis Vreeswijk